# جورج إتش أوبراين جونيور
جورج إتش أوبراين جونيور (بالإنجليزية: George H. O'Brien, Jr.)‏ هو ضابط أمريكي، ولد في 10 سبتمبر 1926 في فورت وورث في الولايات المتحدة، وتوفي في 11 مارس 2005 في مدلاند في الولايات المتحدة بسبب نفاخ رئوي.